# Su esposa diurna
Su esposa diurna  es una película de Argentina en blanco y negro dirigida por Enrique Cahen Salaberry según el guion de Alejandro Verbitsky y Emilio Villalba Welsh que se estrenó el 12 de mayo de 1944 y que tuvo como protagonistas a Alejandro Flores, Jacqueline Dumont, Francisco Álvarez y Nury Montsé.

## Sinopsis
Un entomólogo y una profesora de gimnasia que simulan estar casados para conseguir una beca y hacer una expedición científica terminan enamorándose.

## Reparto
- Alejandro Flores
- Jacqueline Dumont
- Francisco Álvarez
- Nury Montsé
- Adrián Cúneo
- Carlos Morganti
- Enrique Chaico
- Olimpio Bobbio
- Alberto Terrones

## Comentarios
La Nación encontró a la película entretenida y graciosa y el crítico Roland opinó en Crítica que el filme tiene la cualidad no muy común de su permanente ameneidad. 